# Günther Lachmann

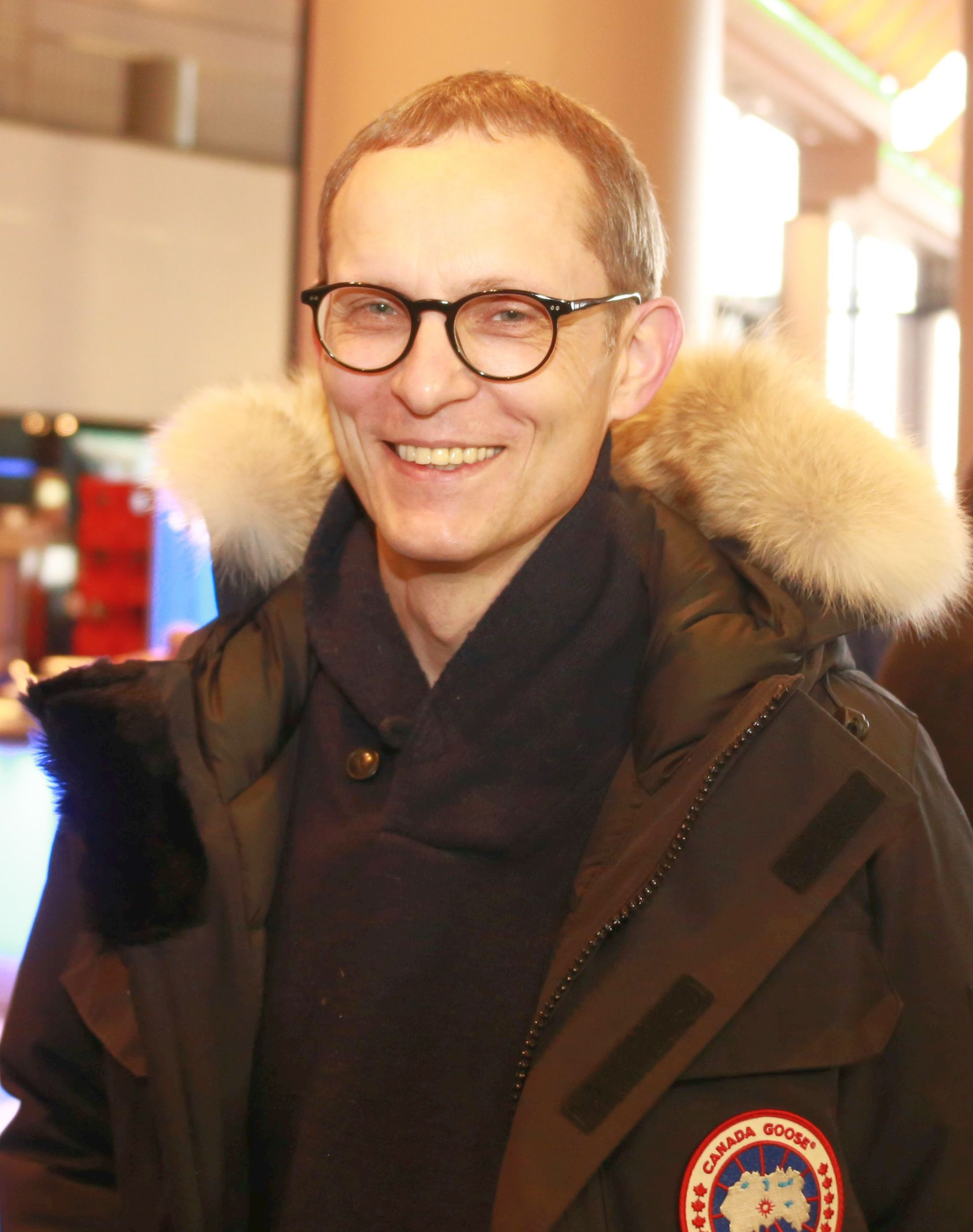
Günther Lachmann (2015)

Günther Lachmann (* 11. März 1961 in Papenburg) ist ein deutscher Journalist, Autor und im Bereich Kommunikation für die AfD-Fraktion im Thüringer Landtag tätig sowie Medienberater des AfD-Landesvorsitzenden Björn Höcke.

## Leben

### Studium
Lachmann studierte Volkswirtschaftslehre in Münster. Laut dem Piper Verlag lebte er zu Zeiten seiner Beschäftigung bei der Welt in Berlin.

### Journalistischer Werdegang
Lachmann war unter anderem Politik-Redakteur bei der Bild und ab 2001 Leiter der Seite drei (Politik) und stellvertretender Leiter der Parlamentsredaktion der Welt am Sonntag. Er arbeitet als gelegentlicher Kolumnist für Deutschlandradio Kultur und MDR Kultur.
Bis zu seiner Entlassung im Februar 2016 war er Chefreporter bei Welt Online und der Welt-Gruppe. Er war dort unter anderem für die Berichterstattung über die Partei Alternative für Deutschland (AfD) zuständig. Stefan Aust begründete Lachmanns Entlassung mit „unredlichem Verhalten“. Die Junge Freiheit hatte kurz zuvor E-Mails von Lachmann an den Pressesprecher Marcus Pretzells veröffentlicht, aus denen hervorgehen soll, dass Lachmann ein Konzept für eine Neuausrichtung der AfD geschrieben habe. Marcus Pretzell, seinerzeit AfD-Landesvorsitzender in Nordrhein-Westfalen, vermutet außerdem, Lachmann habe besonders kritisch über die AfD berichtet, nachdem die Vorsitzende Frauke Petry – Pretzells damalige Lebensgefährtin – Lachmanns Angebot, als Honorarberater für sie zu arbeiten, abgelehnt hatte.
Lachmann bestritt die Vorwürfe umgehend. Der frühere AfD-Vorsitzende Bernd Lucke versicherte an Eides statt, dass Lachmann sich, anders als von Pretzell behauptet, während seiner Zeit als AfD-Chef niemals angeboten hätte.
In einem Arbeitsgerichtsverfahren nahm die Welt die fristlose Kündigung zurück. Beide Seiten einigten sich auf eine Auflösung des Arbeitsverhältnisses zum Juni 2016. Eine dreimonatige interne Untersuchung der Welt gegen Lachmann, die belegen sollte, dass dieser seine journalistische Unabhängigkeit gegenüber der AfD aufgegeben habe, fand für diesen Vorwurf keinerlei Belege. Im Gegenteil heißt es im Abschlussbericht, dass Lachmann „keineswegs unkritisch über die AfD berichtet hat“.

### Tätigkeit nach Ende seiner journalistischen Tätigkeit
Im August 2016 wurde bekannt, dass Lachmann die Thüringer AfD-Fraktion, deren Vorsitzender Björn Höcke ist, in Fragen der strategischen Kommunikation berät. Im September 2019 unterbrach er ein Interview von Höcke mit dem ZDF mit der Begründung, Höcke habe sich nicht ausreichend auf die Fragen vorbereiten können und sei dadurch zu stark emotionalisiert worden. Seine Bitte, das Interview neu zu beginnen, lehnte der ZDF-Redakteur unter Berufung auf die Pressefreiheit ab.

## Publizistik und Rezeption

### Geolitico
Lachmann ist Herausgeber der Internetplattform Geolitico. Laut ihrer Selbstbezeichnung versteht sich die Plattform als ein „Magazin für politische Kultur“ und beschäftigt sich vornehmlich mit den „gesellschaftlichen und kulturellen Folgen einer Finanzmarkt dominierten [sic!] globalisierten Weltwirtschaft und der Krise der Demokratie“.

### Veröffentlichungen
Lachmann ist der Autor von zwei Sachbüchern, die 2005 und 2008 im Piper Verlag erschienen sind.
Im Jahr 2013 erschien zudem in Zusammenarbeit mit Ralf Georg Reuth „Das erste Leben der Angela M.“, eine Auseinandersetzung mit biografischen Aspekten aus dem Leben von Angela Merkel. Eine im Spiegel veröffentlichte Rezension resümiert, das Werk enthalte keine wirklich neuen Erkenntnisse zum Leben der ehemaligen Bundeskanzlerin, sondern primär vermeintlich spektakuläre Details, die längst bekannt seien.

#### Tödliche Toleranz (2005)
In seinem 2005 erschienenen Buch Tödliche Toleranz sprach Lachmann sich für eine „kritische Toleranz“ gegenüber dem Islam aus und forderte unter anderem, Predigten in Moscheen nur noch auf Deutsch abzuhalten und Sozialwohnungen, um Gettobildung zu vermeiden, nach Aspekten eines „guten Mischungsverhältnisses“ zwischen Muslimen und Nichtmuslimen zu vergeben. Einer Rezension der Süddeutschen Zeitung zufolge entwarf er in einer sowohl „buchhalterischen“ als auch „eindringlichen“ Darstellung das Szenario einer „terroristischen Tötungsmacht“, die sich liberale Gesellschaften untertan machen wolle. Die Integration von „Gastarbeitern“ sei in Deutschland gescheitert; aus ihnen sei eine ausgegrenzte, fanatisierte Generation von Migranten entstanden.

#### Von Not nach Elend (2008)
2008 befasste Lachmann sich in seinem Buch Von Not nach Elend mit dem demografischen Wandel in Deutschland. Die Tatsache, dass ihm das Thema offenbar sehr am Herzen liegt, wird auch in Rezensionen deutlich. Eva-Maria Träger resümiert in ihrer Buchbesprechung für die  Süddeutsche Zeitung Lachmann würde den Versuch unternehmen „den stummen Zahlen, die zusammen mit Begriffen wie Geburtenknick, Überalterung, Beschäftigungslücke und Abwanderung durch die Medien geistern, Leben einzuhauchen, ihnen Gesichter zu geben.“ Auch Schlagworte wie Entvölkerung, Vergreisung und Verarmung werden mehrfach aufgegriffen, wobei die Darstellung sich durch fehlenden Optimismus sowie einen gewissen missionarischen Eifer auszeichne.
In seinem, 2015 auf den Seiten der Bundeszentrale für politische Bildung erschienenen Beitrag zur demografischen Entwicklung in Deutschland seit der Wiedervereinigung, sieht Tom Thieme ebenfalls Neutralitätsprobleme. Hinsichtlich der von Lachmann teilweise dramatisch dargestellten Auswirkungen der Überalterung der Bevölkerung, sowie der fortschreitenden Entwicklung zu einer multiethnischen Gesellschaft und der anhaltenden Unterschiede zwischen Ost und West, mahnt der Extremismusforscher zu einer differenzierten Bewertung der Sachverhalte. Aus seiner Sicht entpuppen sich die meisten Erkenntnisse, die Lachmann „sensationell, kontrovers oder schlicht falsch“ präsentiert, bei näherer Analyse als altbekannte Tatsachen, die sich bereits in den 1990er Jahren abzeichneten. Vor Lachmann erörterte Frank Schirrmacher das Thema, in seinem Methusalem-Komplott, bereits aus einer ähnlichen Perspektive.

## Werke
Monografien
- Tödliche Toleranz. Die Muslime und unsere offene Gesellschaft. Piper, München u. a. 2005, ISBN 3-492-04699-1 (Taschenbuchausgabe 2006).
- Von Not nach Elend. Eine Reise durch deutsche Landschaften und Geisterstädte von morgen. Piper, München u. a. 2008, ISBN 3-492-05094-8.
- Schafft Demokratie! Politik aus der Gesellschaft für die Gesellschaft. Hrsg. Herbert Quandt-Stiftung, Bad Homburg v. d. Höhe 2012 (PDF).
- mit Ralf Georg Reuth: Das erste Leben der Angela M. (= Gedanken zur Zukunft. 21). Piper, München u. a. 2013, ISBN 978-3-492-05581-9 (tschechische Übersetzung 2013; polnische Übersetzung 2014).
- Verfallssymptome. Wenn eine Gesellschaft ihren inneren Kompass verliert. Europa-Verlag, Wien u. a. 2014, ISBN 978-3-944305-39-4.

Beiträge
- Dem Bürger ist seine Wut geblieben. In: Simona Appenzeller, Felix Flemming, Lena Küpper (Hrsg.): Bürgerproteste im Spannungsfeld von Politik und Medien. Beiträge zur 7. Fachtagung des DFPK (= Düsseldorfer Forum Politische Kommunikation. Bd. 2). Frank & Timme, Berlin 2012, ISBN 978-3-86596-402-1, S. 31 ff.